# 이나경 (체조 선수)
이나경(李拏京, 1998년 5월 8일 ~ )은 대한민국의 리듬 체조 선수이다. 7살때부터 리듬체조를 시작했다. 2014년 인천 아시안 게임 리듬체조 여자 단체전에서 은메달을 획득했다.

## 수상
- 2014년 제17회 인천 아시안게임 리듬체조 단체전 은메달

## 출신 학교
- 세종초등학교
- 광장중학교
- 서울세종고등학교

## 같이 보기
- 손연재
- 김윤희
- 이다애
- 천송이